# Rafflesia bengkuluensis
Rafflesia bengkuluensis är en tvåhjärtbladig växtart som beskrevs av Susatya, Arianto och Mat-salleh. Rafflesia bengkuluensis ingår i släktet Rafflesia, och familjen Rafflesiaceae. Inga underarter finns listade i Catalogue of Life.